# Хейтспіч (гурт)
«Хейтспіч» — український панк-гурт з Одеси. Проєкт складається з двох музикантів: вокаліста Дмитра Однороженка та саундпродюсера Фіми (справжнє ім'я — Алекс Єфімов), який також займається музикою під псевдонімом "fimamaru". Гурт підіймає важливі питання, такі як корупція, відсутність демократії, беззаконність та інше. 

## Історія
Проєкт утворився у квітні 2022 року як відповідь на повномасштабне російське вторгнення в Україну. Гурт неодноразово блокувався в соцмережах «TikTok» та «Instagram», а їхня пісня «діти сатани» була видалена з YouTube. 29 квітня YouTube поновив пісню на своїй платформі. Як прокоментував Дмитро на каналі гурту в Telegram: «Рівно в момент, як на споті „руzzкий мир“ пробив 10000, — в ту ж секунду з'явився він [трек]».
Найбільш успішною піснею став десятий трек «Я вб'ю всіх богів», що на момент 18 квітня 2025 року набрав понад 3,9 мільйона прослуховувань у Spotify.
28 липня 2023 року гурт виступив на фестивалі «Файне місто» у Львові.
Пісні гурту були включені до радіо у відеогрі S.T.A.L.K.E.R. 2: Серце Чорнобиля.

## Громадянська позиція
Трек "Аргумент" є частиною благодійного альбому-компіляції від Третьої Штурмової Бригади "ЕПОХА", для якого артисти "пожертвували" свої пісні для збору коштів бригаді. Також брали участь у концерт-презентаціях цього альбому.
Трек "Голос" був створений за підтримки Офісу Кримської Платформи та за ініціативи медіа Crimea Daily. В основі пісні та супутнього кліпу - історія сучасного кримського митця-дисидента Богдана Зізи, якого росія засудила до 15 років за те, що він облив синьо-жовтою фарбою окупаційну адміністрацію в Євпаторії, АР Крим та поцілив у будівлю пляшкою із запальною сумішшю як протест на новини про звірства росіян у Бучі в травні 2022 року.
На своїх концертах проводять благодійні аукціони, кошти з яких йдуть на потреби армії.
У своїх піснях часто висловлюються стосовно корупції, несправедливості і беззаконня. Наприклад, кліп на пісню "це не сильно радикально?" є коментарем стосовно забудови Києва "бетонними з*лупами", "совкових " чиновників, створення міністерств всього на світі, ФСБ попів та інших проблем сучасності.

## Дискографія
18 серпня 2023 року випустив мініальбом «Золоті Пісні 2023», що містить у собі як старі сингли, так і нові композиції.
| Назва пісні                                                | Дата виходу       | Спільно з                           | Довжина | Spotify   | YT Music  |
| ---------------------------------------------------------- | ----------------- | ----------------------------------- | ------- | --------- | --------- |
| БРЕХЛИВІ ДЕВІЗИ                                            | 25 червня 2025    |                                     | 2:50    | Посилання | Посилання |
| це не сильно радикально?                                   | 28 березня 2025   |                                     | 2:55    | Посилання | Посилання |
| Голос                                                      | 27 лютого 2025    |                                     | 3:11    | Посилання | Посилання |
| кістки кістки кістки                                       | 19 вересня 2024   | Околиця                             | 3:11    | Посилання | Посилання |
| наш дім горить                                             | 20 червня 2024    |                                     | 2:10    | Посилання | Посилання |
| я помру не своєю смертю                                    | 8 вересня 2023    |                                     | 3:22    | Посилання | Посилання |
| пісня для радіо                                            | 30 червня 2023    |                                     | 2:51    | Посилання | Посилання |
| сам собі наказ                                             | 11 травня 2023    | Sad Novelist                        | 3:16    | Посилання | Посилання |
| попсова пісня про нещасне кохання з незрозумілою кінцівкою | 28 квітня 2023    |                                     | 2:19    | Посилання | Посилання |
| LINA                                                       | 6 квітня 2023     | Alex Yarmak                         | 3:04    | Посилання | Посилання |
| POLUMYA                                                    | 24 березня 2023   | D4C                                 | 1:59    | Посилання | Посилання |
| пісня про ромашку                                          | 2 березня 2023    |                                     | 3:00    | Посилання | Посилання |
| Бавовнятко                                                 | 2 лютого 2023     | Лея                                 | 2:21    | Посилання | Посилання |
| Органи місцевого самоврядування                            | 26 січня 2023     | діти інженерів                      | 2:11    | Посилання | Посилання |
| Добровольці                                                | 1 грудня 2022     |                                     | 2:44    | Посилання | Посилання |
| ГАВ                                                        | 24 листопада 2022 |                                     | 2:02    | Посилання | Посилання |
| GAV (Instrumental Version)                                 | 24 листопада 2022 |                                     | 1:57    | Посилання | Посилання |
| сліди                                                      | 10 листопада 2022 | Shmiska                             | 3:33    | Посилання | Посилання |
| тренди                                                     | 3 листопада 2022  | діти інженерів, Omana, Alice Change | 3:45    | Посилання | Посилання |
| стріляти                                                   | 27 жовтень 2022   |                                     | 2:49    | Посилання | Посилання |
| Палай                                                      | 7 жовтня 2022     | Epolets                             | 3:27    | Посилання | Посилання |
| я вб'ю всіх богів                                          | 1 вересня 2022    |                                     | 3:39    | Посилання | Посилання |
| Попіл                                                      | 12 серпня 2022    | Відчай                              | 2:54    | Посилання | Посилання |
| Русня на**й                                                | 5 серпня 2022     | MaNeko                              | 3:07    | Посилання | Посилання |
| вороги                                                     | 21 липня 2022     | киця має кігті                      | 3:26    | Посилання | Посилання |
| Stepan Pantera                                             | 13 липня 2022     | Alex Yarmak                         | 3:21    | Посилання | Посилання |
| бий окупанта!                                              | 20 травня 2022    |                                     | 2:39    | Посилання | Посилання |
| москва                                                     | 25 червня 2022    | діти інженерів                      | 3:21    | Посилання | Посилання |
| контрнаступ                                                | 11 червня 2022    |                                     | 2:20    | Посилання | Посилання |
| rfu                                                        | 9 червня 2022     |                                     | 2:03    | Посилання | Посилання |
| заблокуйте цю пісню                                        | 3 червня 2022     |                                     | 3:33    | Посилання | Посилання |
| боюсь                                                      | 13 травня 2022    | Alice Change                        | 3:34    | Посилання | Посилання |
| діти сатани                                                | 29 квітня 2022    |                                     | 2:25    | Посилання | Посилання |
| русніпи                                                    | 29 квітня 2022    |                                     | 2:39    | Посилання | Посилання |
| 53                                                         | 22 квітня 2022    |                                     | 3:16    | Посилання | Посилання |
| руzzкий мир                                                | 9 квітня 2022     |                                     | 2:28    | Посилання | Посилання |

| Назва пісні                                                | Довжина | Spotify   | YT Music  |
| ---------------------------------------------------------- | ------- | --------- | --------- |
| інтро до пісень                                            | 0:14    | Посилання | Посилання |
| моя пісня                                                  | 1:10    | Посилання | Посилання |
| пісня про ще один день                                     | 3:18    | Посилання | Посилання |
| пісня для радіо                                            | 2:51    | Посилання | Посилання |
| пісня про ромашку                                          | 3:00    | Посилання | Посилання |
| попсова пісня про нещасне кохання з незрозумілою кінцівкою | 2:19    | Посилання | Посилання |

## Інтерв'ю
- ISLND TV • Дмитро Тютюн
- Суспільне Культура
- Андрій Ярмошевич
- Армія ТВ

## Нотатки
1. ↑  Колонка об'єднує як і ті проєкти, в яких «хейтспіч» є запрошеним гуртом, так і ті, де вже сам колектив запросив інших виконавців на запис власних пісень.
2. ↑  Оригінальна назва не містить цензури.